# Henrik Pfeifer
Henrik Pfeifer (* 1968 in Remscheid) ist ein deutscher Fotograf, Regisseur und Drehbuchautor.
Pfeifer arbeitet seit 1988 als Fotograf für Schauspieler- und Aktporträts, Plattencover sowie Werbung. Gleichzeitig realisierte er als Regisseur einige Musikvideos, ehe er über Kurzfilme auch zum Filmregisseur wurde. Sein Debüt als Spielfilmregisseur hatte er mit Emilia. Der Film hatte am 21. November 2005 seine TV-Premiere auf arte und am 20. Januar 2006 seine Kino-Premiere auf den Filmtagen in Solothurn.

## Filmografie (Auswahl)
- 1993: Bürger gegen Gewalt  (Kurzfilm)
- 2000: Schizo  (Kurzfilm)
- 2001: Meeting Me  (Kurzfilm)
- 2002: My Babys Roadmovie  (Kurzfilm)
- 2003: Nice Baby  (Kurzfilm)
- 2005: Emilia